# الحرب البيروسية

تحركات الملك بيروس في إيطاليا وصقلية.

دارت الحرب البيروسية (280-275 قبل الميلاد) بين الجمهورية الرومانية وبيروس ملك إبيروس الذي استعان به شعب مدينة تارانتو اليونانية جنوب إيطاليا لمجابهة الرومانيين. حظي إبيروس بنجاح مبدئي في حملته ضد الرومان معتمدًا على مهاراته القيادية وجيشه المدعم بفيلة الحرب -التي لا يملك الرومان خبرةً في التعامل معها- لكنه عانى من خسائر فادحة حتى بعد هذه الانتصارات.
كتب المؤرخ بلوطرخس في مؤلفاته أن بيروس صرح بعد المعركة الثانية من الحرب قائلًا «إذا ظفرنا بالنصر في معركة أخرى من هذه الحرب مع الرومان قد نخسر قوتنا تمامًا». لم يستطع بيروس استدعاء المزيد من الرجال من موطنه وتخلى حلفاؤه الإيطاليون عنه، بينما كان في الجانب المقابل للرومان مجموعات كبيرة من العسكريين, وأمكنهم تجديد فيالقهم رغم خسارة قواتهم في العديد من المعارك. قاد هذا إلى ظهور تعبير (الانتصار البيروسي)، أو (النصر باهظ الثمن). وهو مصطلح للانتصار الذي تلحقه خسارات لا يطيق المنتصر حملها على المدى الطويل.
بعد أن أرهقته المعارك ضد الجمهورية الرومانية، نقل بيروس جيشه إلى صقلية ليحارب القرطاجيين، وبعد عدة سنوات من شن الحملات في تلك الأراضي (278-275 قبل الميلاد) عاد إلى إيطاليا عام 275 ق.م حيث دارت آخر معركة في الحرب التي انتهت بانتصار الرومان. تلا ذلك عودة بيروس إلى إبيروس منهيًا تلك الحرب. وبعد ثلاثة سنوات في العام 272 ق.م استولى الرومان على مدينة تارانتو الإيطالية.
كانت الحرب البيروسية الواقعة الأولى التي تواجه فيها الجمهورية الرومانية جيوش المرتزقة المحترفين من الدول الهلنستية شرقي المتوسط، وجذب نصر روما انتباه هذه الدول إلى قوتها المتنامية. أسس بطليموس الثاني ملك مصر علاقات دبلوماسية مع روما التي ثبتت هيمنتها على جنوب إيطاليا بعد الحرب.

## خلفية
بحلول عام 290 ق.م، ومع نهاية الحروب السامنيتية الثلاثة، فرضت روما هيمنتها على أجزاء من وسط وجنوب إيطاليا مدعومةً بتحالفاتها مع شعوب إيطالية مختلفة في وسط إيطاليا. نشأت قلة من الدويلات على أيدي مستوطنين يونانيين بين القرنين الثامن والسادس قبل الميلاد إلى الجنوب من منطقة نفوذ الجمهورية الرومانية -بشكل رئيس على سواحل كالابريا وبازيليكاتا وشرق صقلية وجنوبها-، وكانت تارانتو على ساحل كالابريا ولوكانيا الأكبر والأقوى بينها. هاجم التارانتيون أسطولًا رومانيًا قبالة سواحلهم وبذلك أعلنت روما اندلاع الحرب.
ظهرت روايات مختلفة من الأحداث التي دفعت إلى إعلان الحرب، ويبدو أن أبيان وكاسيوس ديو وجوان زوناراس ألقوا بمسؤولية اندلاعها على تارانتو. وضاع من كتابات ديونيسوس الجزء الذي وصف هذه الأحداث، ولم يتطرق بلوطرخس إلى ذكرها.
ذكرت نسخة المؤرخ أبيان أن عام 282 قبل الميلاد شهد ظهور عشر سفن رومانية قرب تارانتو في القسم الشمالي الشرقي من خليجها، وزُعم أن القنصل الروماني ببليوس كورنيليوس دولابيلا (أحد القناصل الرومانيين عام 283 ق.م) أبحر على امتداد ساحل ماغنا غراسيا مستكشفًا معالم المدينة. ذكر أحد الدهماء أهالي المدينة بمعاهدة قديمة ألزمت الرومان بعدم الإبحار خلف رعن لاسينيوم قرب مدينة كروتوني في الجهة المقابلة من الخليج، وأقنعهم بمهاجمة السفن. أسفر ذلك عن غرق أربع سفن وأسر واحدة منها «بكامل طاقمها». من المرجح أن هذا وقع عام 282 ق.م بعد فترة قنصلية دولابيلا، لأنه كان يحارب في وسط إيطاليا في ذاك العام. لم يفسر أبيان سبب وجود القنصل قبالة سواحل تارانتا في حملة الاستكشاف برفقة الكثير من السفن.
لم يذكر كاسيوس ديو ولا جوان زوناراس الذي اعتمد في روايته على نسخة كاسيوس ديو وجود أي اتفاقيات بين الرومان والتارانتيين. كتب زوناراس أن التارانتيين ربطتهم علاقات مع الشعوب الإتروسكانية والغالية والسامنيتية التي دحرتها روما في العديد من المعارك عبر السنين، لكن التارانتيين لم يشاركوا فيها. لُقب زوناراس لوسيوس فاليريوس «بالأدميرال» المبحر إلى المكان الذي أُرسل إليه، إذ لم يتمكن زوناراس من تحديد ذلك الموقع.
أراد فاليريوس إرساء سفنه قبالة تارانتا دون معرفة السبب الصريح وراء ذلك، واعتقد التارانتيون أنه ينتقم لوقائع الماضي، وبالتالي أغرقوا سفنه وقتلوه وألقوا القبض على بعض أفراد طاقمه.
في نص كاسيوس ديو، ذُكر أن لوسيوس فاليريوس أُرسل في مهمة ما، وكان التارانتيون ثملين بالنبيذ خلال احتفال مهرجان ديونيسيوس، وعندما رأوا سفنه اشتبهوا بنوايا فاليريوس وهاجموها «دون أن يستعرض قوته أمامه أو يُظهر أدنى عمل عدائي...». غضب الرومان من ذلك «لكنهم لم يختاروا شن حملة عسكرية على تارانتا مباشرةً، بل أرسلوا مبعوثين كيلا يظهر أنهم أزاحوا أبصارهم عن الأمر بصمت، وبذلك يزيدونهم غطرسةً». لم يوافق التارانتيون على مقترح المبعوثين وأهانوهم، وبذلك أعلن الرومان اندلاع الحرب.
في جزء آخر، ذكر كاسيوس ديو أن الرومان أدركوا أن تارانتا تحضر لمحاربتهم، وأرسلوا غايوس فابريكيوس لوسينيوس (أحد قناصلة عام 282 ق.م) مبعوثًا إلى المدن الحليفة مع روما لمنع التمرد، لكن «هذه الشعوب» اعتقلته وأرسلت رجالها إلى إتروسكان وأومبريا وبلاد الغال ما دفع العديد منهم للانفصال. كتب كاسيوس أيضًا أن التارانتيين شرعوا بالحرب مع شعورهم بالأمان لأن الرومان تظاهروا بعدم فطنتهم لخطط تارانتا نتيجة «ارتباكهم المؤقت». لم يوضح كاسيوس ديو معنى هذا «الارتباك المؤقت». اعتقد التارانتيون أنهم لم يكونوا مراقبين، وتصرفوا «بمزيد من الوقاحة التي أجبرت الرومان رغمًا عنهم على شن هذه الحرب».
غلب الغموض على تصريحات كاسيوس ديو، إذ أدى تصريحه بأن الرومان علموا بتحضير تارانتا للحرب إلى تشويش حقيقة معرفتهم بالأحداث التي أشارت إلى أن تارانتا ذهبت بهذا الاتجاه عندما أعلن الروم الحرب ضدهم، وزاد الأمر غموضًا قوله بأن التارانتيين باشروا بالحرب لكنهم شعروا بالأمان لأن الرومان تظاهروا بعدم انتباههم لذلك. أرسل الرومانيون مبعوثيهم مباشرةً بعد الهجوم على سفنهم، وأعلنوا الحرب مباشرةً بعد إهانة مبعوثيهم، وبالتالي من الصعب أن نعرف مدى صحة الادعاء. ادعى هذا الجزء من الكتاب أن التارانتيين بدأوا الحرب، لكن الحقيقة أن دورهم اقتصر على تسبيب الأحداث التي قادت إليها. وفيما يتعلق بإرسال جايوس فابريسيوس إلى حلفاء روما، فقد وقع هذا في عام الهجوم على السفن الرومانية، ومن المحتمل أنه حدث بعد هذه الواقعة. في تلك السنة، انتشر تمرد بين العديد من الشعوب الإيطالية، وهو حدث ذُكر في حوليات ليفيوس في مقدمة البيريوكي (قائمة محتويات) عام 282 ق.م: «ثارت شعوب السامنيت، ونجح القادة في مقاومتهم ورد اللوكانيين وقبائل البريتيين والإتروسكانيين». من المحتمل أن ذلك كان نتيجة التوترات الحاصلة بين روما وتارانتا.
كتب أبيان أن التارانتيين اتهموا مدينة ثيراي اليونانية (على الساحل الشرقي لكالابريا) بتفضيل الرومان على أنفسهم رغم أنهم يونانيون، «فقد ألقوا باللوم الأكبر على مواطنيهم لتجاوز الرومان حدود [المعاهدة]، ومن ثم طردوا النبلاء منهم من ثيراي ونهبوا المدينة وطردوا الحامية الرومانية التي تمركزت هناك بناء على بنود الاتفاقية».
ذكرت بيريوكي ليفيوس أن الرومان قرروا دعم قاطني ثيراي في أثناء مجابهتهم للوكانيين، ويبدو أن تاريخ هذه الأحداث يعود إلى 286 أو 285 ق.م. كرم شعب المدينة أطربون الدهماء غايوس أيليوس غالوس الذي اقترح دعمهم بتمثال نصبوه في المنتدى الروماني. كتب المؤرخ ديونيسيوس من هاليكارناسوس أن جايوس فابريسيوس لوسينيوس «هزم شعب السامنيت ولوكانيا وقبائل بريتي في معارك ضارية ورفع الحصار عن ثيراس» في فترة تعيينه قنصلًا عام 282 ق.م.
أجمع المؤرخون المعاصرن على أن خرق المعاهدة الذي ذكره أبيان مع رفع الحصار عن ثيراي يفسر الهجوم على السفن الرومانية، وكان ادعاء أبيان أن السفن كانت في حملة استكشاف بعيد الاحتمال. كانت تارانتا متخوفةً من نمو التأثير الروماني في المنطقة، والذي بدأ بطلب ثيراي للحماية الرومانية عام 286 أو 285 قبل الميلاد. كان توجه ثيراي نحو روما بدلًا من تارانتا اعترافًا بهيمنة روما على إيطاليا، وهذا ما دفع أبيان إلى ذكر أن تارانتا لامت ثيراي على تجاوز الرومان حدود الاتفاقية وهجومها على المدينة وطرد الحامية الرومانية منها. اقترح البعض أن الاتفاقية المذكورة قد تكون معاهدة سلام وقعها ألكسندر إيبروس مع الرومان عام 332 ق.م في أثناء حملته جنوب إيطاليا لدعم تارانتا في حربها ضد لوكانيا، أو اتفاقيةً أبرمها كليونيموس الأسبرطي عام 303 ق.م لذات لأسباب. تكهن آخرون أيضًا بأن قوات الرومانيين التي فكت الحصار عن ثيراي انتقلت ضمن أسطول بحري صغير ظهر مقابل سواحل تارانتا.
بعد الهجوم على سفنهم، أرسلت روما مبعوثيها طالبةً عودة السجناء وإعادة الأملاك المنهوبة من شعب ثيراي واستسلام الجناة. قُدم المبعوثون أمام الشعب الذي كان مبتهجًا خلال احتفال ديونيسيوس، وتعرضوا للاستهزاء بسبب طريقة كلامهم اليونانية ولباس التوجة الذي ارتدوه. قضى أحد الرجال حاجته مدنسًا ثياب رئيس المبعوثين، ولم يعتذر قادة البلدة عن هذا التصرف ورفضوا المقترحات.
كتب ديونيسيوس من هاليكارناسوس أن هناك سخطًا كبيرًا انتشر في أثناء عودة المبعوثين إلى روما. جادل البعض بفكرة عدم إرسال روما جيشها لمواجهة تارانتا حتى تقمع التمرد في لوكانيا وبريتي والسامنيت وإتروسكان، لكن الكفة مالت إلى جانب من اقترحوا شن الحرب مباشرةً. كتب أبيان أن لوسيوس إميليوس باربيولا (أحد قناصلة الرومان عام 281 ق.م) أُمر بإيقاف عملياته ضد السامنيت وغزو تارانتا. وجب على إميليوس طرح شروطه بدايةً ثم شن الحرب عند رفض التارانتيين. ذكر زوراناس أن إميليوس عرض اقتراحات ملائمة راجيًا أن تارانتا ستختار السلام، لكن آراء التارانتيين انقسمت بين الأمرين.
أرسل داعمو الحرب مبعوثيهم إلى بيروس لاقتراح التحالف، وتناهى هذا إلى مسامع إميليوس الذي نهب المناطق الريفية المجاورة. أغار التارانتيون على الروم لكن محاولاتهم باءت بالفشل. قاد تحرير لوسيوس إميليوس لبعض السجناء الأكثر تأثيرًا إلى زيادة الأمل بالصلح، لكن ظهر معارضون لذلك. وقع الاختيار على آجيس أحد أصدقاء الرومان لتعيينه جنرالًا للمدينة. كتب بلوطرخس أيضًا أن كبار السن الذين اتصفوا بالعقلانية عارضوا طلب مساعدة بيروس، لكن أصواتهم «خفتت تحت صخب حزب الحرب وعنفه، بينما أخفى الآخرون ممن شهدوا ذلك أنفسهم عن هذه التجمعات». لم يذكر بلوطرخس انتخاب آجيس في مؤلفاته.